# MuseScore
A MuseScore egy ingyenes, keresztplatformos WYSIWYG zenei jelölésszerkesztő program, ami költséghatékony alternatívája az olyan professzionális szoftvereknek, mint a Sibelius és a Finale. A megrajzolt kották nyomtathatóak és elmenthetőek PDF vagy MIDI fájlokban.

## Jellemzői
- WYSIWYG, a hangjegyek egy "virtuális kottapapíron" jelennek meg
- Korlátlan számú kottasor
- Soronként akár négy szólam
- A hangjegybevitel egyszerű és gyors: billentyűzettel, egérrel vagy MIDI billentyűzet segítségével
- A hangokat beépített sequencer és FluidSynth szoftveres hangszintetizátor hozza létre
- MusicXML és Standard MIDI fájlok importálása és exportálása
- Elérhető Windowsra, Macre és Linuxra
- GNU GPL licenc alatti kiadás